# Paradiso (Pocenia)
Paradiso (Paravîs in friulano) è una frazione del comune di Pocenia, in provincia di Udine.

## Le due ville
Tale frazione è situata all'estremo nordest del territorio comunale, è bagnata dal fiume Cormor, ed è arroccata attorno alle due ville padronali:
- Villa Caratti, del XVII secolo, è arricchita da una bella barchessa e cinta da un folto parco ricco di una grande varietà di specie vegetali, già territorio di caccia di casa Savoia.
- Villa dei Giudici Veritti (famiglia proprietaria della famosa Villa Veritti di viale Duodo a Udine, opera dell'architetto Carlo Scarpa), anch'essa con barchessa e stalle annesse segna il confine a sud dell'antico borgo.

## La chiesa
Caratteristica la chiesa, dedicata a santa Maria Annunziata, costruzione risalente al XVII secolo con una esclusiva pianta circolare. Annessi alla costruzione centrale, una nicchia quadrata che funge da presbiterio, una torre campanaria e un teatro di epoca ottocentesca. I patroni sono i santi Ermagora e Fortunato, come per la città di Udine e la Regione Friuli-Venezia Giulia: furono i primi vescovi cristiani dell'antica Aquileia.

## I dintorni
Paradiso è situata esattamente al centro delle bisettrici dei quattro cantoni che racchiudono la Bassa Friulana, considerando il quadrilatero che idealmente unisce Latisana, Codroipo, Palmanova e il comprensorio di Aquileia e Cervignano, lungo la linea delle risorgive, ricca di colture agricole.
Paradiso è inoltre situata a metà strada tra i caselli autostradali di Latisana e San Giorgio di Nogaro. Le stazioni ferroviarie più vicine sono Latisana, San Giorgio di Nogaro e Udine.

## Economia
La frazione conta circa 70 abitanti, quasi tutti residenti all'esterno del borgo antico e nei casali della campagna circostante.
L'attività principale è la produzione di vino: alcune sono le aziende agricole e vinicole presenti come la Tenuta Grandi e Gabana Spa, la Tenuta Veritti e Tenuta Fraccaroli . Rinomati sono il Cabernet e il Refosco dal peduncolo rosso. Attive anche realtà di ristorazione e di agriturismo, lungo gli argini del Cormor e nel Parco comunale dei fiumi Stella e Torsa. Nel paese di pratica anche la coltivazione di riso, in quanto sono presenti delle risaie, create da Domenico Fraccaroli, contitolare dell'omonima azienda agricola. Egli ha riportato la risicoltura nel Friuli.
È conosciuta molto anche per la "produzione" di acqua minerale, bevande naturali e gassate presso la fabbrica Acqua Paradiso Spa cui distribuzione avviene in Italia e all'estero, qui in maniera sempre più distribuita raggiungendo un alto export in Cina.

## Gli ultimi caduti della prima guerra mondiale
La prima guerra mondiale, che tante vittime aveva mietuto nei 3 anni di conflitto in Italia, vide gli ultimi caduti nella località Paradiso, alle ore 15:00 del 4 novembre 1918. Si trattava del tenente Augusto Piersanti, dei sottotenenti Alberto Riva Villasanta e Achille Balsamo di Loreto, del caporale Giulio Marchesini, e dei cavalleggeri Carlo Sulla, Giovanni Quintavalli e Giovanni Biancherini. A ricordo di quelle morti fu collocato in corrispondenza del trivio tra l'attuale SR 353 e la SP 87 per Paradiso, un monumento che li ricorda.